# Rio Arrojado
Rio Arrojado är ett vattendrag i Brasilien.   Det ligger i delstaten Bahia, i den östra delen av landet, 500 km nordost om huvudstaden Brasília.
Omgivningen kring Rio Arrojado är huvudsakligen savann. Området är  glesbefolkat, med 8 invånare per kvadratkilometer.